# Erik Andersson i Nya Dala
Erik Andersson (i riksdagen kallad Andersson i Nya Dala), född 6 april 1798 i Tidavads socken, död 7 december 1864 i Dala socken, var en svensk riksdagsman i bondeståndet.
Andersson företrädde Vilske, Gudhems, Valle och Kåkinds härader av Skaraborgs län vid riksdagen 1847–1848. Han var då suppleant i konstitutionsutskottet och ledamot i bondeståndets enskilda besvärsutskott. Han avgick ur konstitutionsutskottet.